# Dolby Digital TrueHD
Dolby Digital TrueHD (High Definition, o Alta Definició) és el nou format de codificació d'àudio HD sense pèrdues, utilitzat en els nous discs òptics HD-DVD i Blu-Ray, entre d'altres, que serveixen com a suport per a la comercialització i distribució de contingut audiovisual com el cinema, documentals, concerts, videojocs, etc.
Ha sigut creat per la companyia Dolby Laboratories, i és una evolució d'anteriors formats de compressió d'àudio com el Dolby Digital.